# Віктор Франц Гесс
Віктор Франц Гесс (нім. Victor Franz Hess; 24 червня 1883, замок Вальдштейн, Австрія — 17 грудня 1964, Нью-Йорк, США) — австро-американський фізик, відкривач космічних променів, Нобелівський лауреат.
Народився на території сучасної Австрії (тоді — Австро-Угорщина). В 1911—1913 роках, вимірюючи йонізацію атмосфери за допомогою повітряних куль, він визначив, що йонізація збільшується з висотою, і зробив з цього висновок про існування космічних променів. Працював в Грацькому і Інсбруцькому університетах. 1936 року отримав Нобелівську премію «За відкриття космічних променів». 1938 року, після аншлюсу Австрії нацистською Німеччиною, спільно з дружиною-єврейкою емігрував до США.

## Біографічні відомості
Народився 24 червня 1883 року в замку Вальдштейн (біля Пеггау, Штирійське герцогство, Австро-Угорщина). Батько, Вінценц Гесс, працював у службі лісничих баварського принца Людвіга цу Еттінгена-Валлерштайна. Мати — Серафін Едле фон Гроссбауер-Вальдштет.
У 1893—1901 роках навчався в Грацькій гімназії. У 1901 році вступив до Грацького університету, який закінчив у 1905 році, і де пізніше, у 1910 році, здобув докторський ступінь. У 1910—1920 роках працював помічником Штефана Меєра у Віденському інституті дослідження радію при Віденській академії наук.
У роки Першої світової війни Гесс очолював рентгенологічне відділення резервного шпиталю.
1920 року одружився з Марією Берте Варнер-Брайскі, єврейкою за походженням.
У 1921 році Гесс вирушив до США, де працював в американській компанії United States Radium Corporation у Нью-Джерсі, а також був фізиком-консультантом при Бюро шахт США. Займався вивченням медичного використання радію.
У 1923 році повернувся до Грацького університету. 1925 року призначений професором експериментальної фізики в Граці, але через брак фінансування в основному займався повітряною електрикою.
В 1931 став професором фізики Інсбруцького університету й очолив нещодавно створений Інститут радіаційних досліджень. Через опік радієм йому довелося перенести ампутацію великого пальця та операцію на гортані.
Після приєднання Австрії до Німецького Рейху (12-13 березня 1938) Гесс, переконаний католик і космополіт, був заарештований. Він швидко був звільнений з-під арешту, але 28 травня 1938 відправлений на пенсію, а у вересні 1938 позбавлений і пенсії. Крім того, він змушений був обміняти отриману ним Нобелівську премію на банкноти Німецького Рейху.
Того ж року Гесс разом зі своєю дружиною-єврейкою, рятуючись від переслідувань з боку нацистів, переїхав до США й образу став професором фізики Фордгемського університету, а в 1944 році отримав американське громадянство. 1958 року вийшов у відставку.
У 1955 році від раку померла його перша дружина, і в тому ж році Гесс одружився з її доглядальницею Елізабет Хенке.
За віросповіданням був римо-католиком. Пояснюючи свою релігійність, в 1946 опублікував свої міркування про це в статті «Моя віра».
Помер 17 грудня 1964 року від хвороби Паркінсона в Маунт-Верноні (штат Нью-Йорк). Похований в Уайт-Плейнсі на кладовищі Mount Calvary Cemetary

## Наукові досягнення

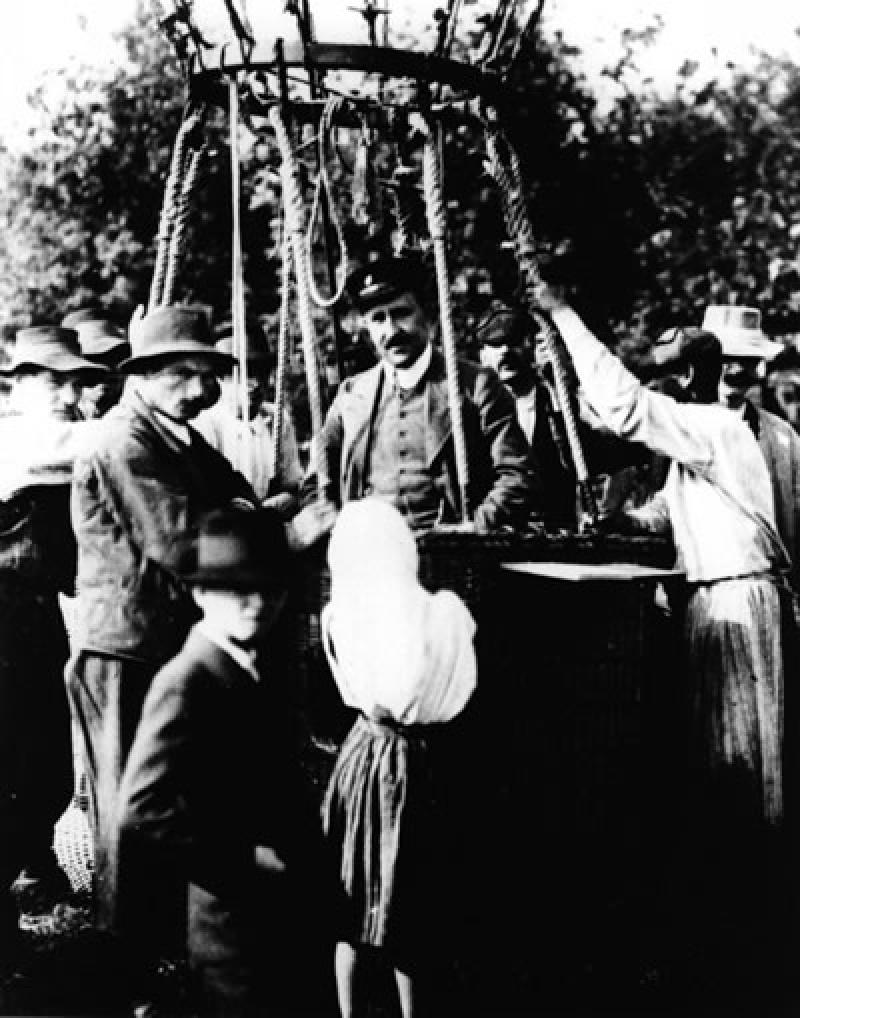
Гесс приземлився після польоту на повітряній кулі, серпень 1912

У 1911—1913 роках Гесс вів дослідницьку роботу, результати якої в 1936 принесли йому Нобелівську премію з фізики. Протягом багатьох років вчені цікавилися тим, як радіація йонізує атмосферу. Очікувалося, що йонізуюча радіація приходить від Землі, і тому з віддаленням від Землі інтенсивність йонізуючого випромінювання мала б знижуватися. У 1911—1912 роках Гесс провів дослідження рівня радіації на різних висотах, піднімаючи устаткування на аеростаті на висоту до 5,3 км, вдень і вночі.
Результати досліджень Гесса були опубліковані Віденською академією наук. Гесс встановив, що радіація знижувалася лише до висоти 1 км, а після цього починала зростати. На висоті 5 км вона була більшою, ніж на рівні моря. З цього він зробив висновок, що радіація має космічне походження. У 1925 році результат Гесса підтвердив Роберт Міллікен, назвавши цю радіацію космічного походження «космічними променями». Відкриття Гесса стало поштовхом для досліджень у фізиці частинок та ядерної фізиці.

## Відзнаки
- Премія Лібена[en] за відкриття «ультрарадіації» (1919)[16].
- Нобелівська премія 1936 року «За відкриття космічних променів». Одночасно з Гессом Нобелівську премію отримав Карл Андерсон за відкриття позитрона в дослідженні космічних променів.
- Член Папської академії наук (1961)[17].

## Пам'ять
- У 1970 році Міжнародний астрономічний союз назвав на честь науковця кратер Гесс[en] на зворотному боці Місяця.
- Гесс зображений на австрійській поштовій марці 1983 року.